# 睢县王氏三烈故居
睢县王氏三烈故居，位于中华人民共和国河南省商丘市睢县匡城乡英王村，为烈士三兄弟王鸿翔、王鸿业、王鸿钧的出生地及旧居，2011年被列为商丘市文物保护单位，2021年被列为河南省文物保护单位。该建筑建于清末，属豫东民居，采用砖木结构，现存堂屋与西厢房，其中堂屋共两层，楼梯与二层地板为木质，二层另设拱形小门。
王鸿翔（1903-1938）、王鸿业（1905-1938）、王鸿钧（1914-1941）三兄弟为英王村富户王渭宾之子，分别排行第三、第五与第七。王鸿钧于1927年入读开封第一师范学校，1934年入读北京大学，1935年加入中国共产党。1938年5月，日军占领睢县，王鸿钧动员王鸿翔与王鸿业组建抗日武装，于敌后进行游击战争。1938年9月，王鸿业于率部突围过程中溺水逝世，时年33岁。1938年10月，由于叛徒告密，王鸿翔被日军俘获并被杀，时年35岁。王鸿钧于1938年11月随彭雪枫开辟豫皖苏抗日根据地，皖南事变爆发后于1941年8月担任安徽宿县县委书记，因积劳成疾病逝于任上，时年27岁。